# Берестинский медицинский колледж
Берестинский медицинский колледж (укр. Берестинський медичний коледж) - высшее учебное заведение в городе Берестин Харьковской области.

## История
Учебное заведение было создано в 1932 году, позднее при медицинском училище был открыт клуб медицинских работников.
После начала Великой Отечественной войны учебное заведение прекратило работу, в ходе боевых действий и немецкой оккупации города (20 сентября 1941 - 19 сентября 1943 г.) оно не функционировало.
В 1955 году учебное заведение возобновило работу как Красноградское медицинское училище.
15 декабря 2005 года училище было реорганизовано в Красноградский медицинский колледж.

## Современное состояние
Колледж является коммунальным высшим учебным заведением I уровня аккредитации, которое осуществляет подготовку специалистов на двух отделениях («Лечебное дело» и «Сестринское дело»).